# Comité des chefs d'état-major (Royaume-Uni)
Pour les articles homonymes, voir Comité des chefs d'état-major (homonymies).
Le Comité des chefs d'état-major (Chiefs of Staff Committee) est formé des principaux chefs d'état-major des Forces armées britanniques.

## Historique
Initialement créé comme un appendice du Conseil impérial de défense (Committee of Imperial Defence) en 1923, il subsista sous cette forme jusqu'à la suppression de ce dernier au début de la Seconde Guerre mondiale. Ses membres originels étaient les chefs des trois armées, respectivement le Premier Lord de l'Amirauté, le chef d'état-major de l'Armée de l'air et le chef d'état-major impérial pour l'Armée de terre, chacun d'entre eux occupant à tour de rôle la présidence du Comité.
Pendant la Seconde Guerre mondiale, le Comité dépendit du Cabinet de guerre et inclut, outre les trois chefs des armées, un membre supplémentaire faisant fonction de secrétaire, le général Sir Hastings Ismay. Des instances annexes furent également créées auprès du Comité, en particulier le Bureau de planification combinée (Joint Planning Staff) et le Comité de liaison du renseignement (Joint Intelligence Committee). Le Comité des chefs d'état-major fut responsable de la conduite supérieure de la participation militaire britannique à l'effort de guerre. Lorsque des décisions alliées requirent une concertation militaire au sommet, les membres du Comité des chefs d'état-major formèrent la composante britannique du Conseil suprême interallié (Combined Chiefs of Staff) conjointement avec leurs homologues américains. Le siège du Conseil suprême interallié se trouvant à Washington, les chefs d'état-major britanniques s'y firent représenter la plupart du temps par les membres de la Mission interarmées britannique (British Joint Staff Mission) aux États-Unis.
Après la guerre, le Comité des chefs d'état-major fut rattaché au ministère de la Défense. Une évolution significative est intervenue en 1956, avec la création d'un poste de chef d'état-major de la Défense (Chief of the Defence Staff). Les attributions de cette nouvelle fonction sont la présidence du Comité et le commandement supérieur des armées britanniques. Depuis cette date, le seul changement notable a été la nomination d'un vice-chef d'état-major de la Défense (Vice-Chief of the Defence Staff), chargé de seconder et de suppléer le chef d'état-major de la Défense.

## Membres
Les membres actuels du Comité des chefs d'état-major sont :
- Chief of the Defence Staff — General Sir Nick Carter (président) ;
- Vice-Chief of the Defence Staff — Admiral Sir Timothy Fraser ;
- First Sea Lord and Chief of the Naval Staff — Admiral Sir Ben Key, Royal Navy ;
- Chief of the General Staff — General Sir Mark Carleton-Smith, British Army ;
- Chief of the Air Staff — Air Chief Marshal Sir Michael Wigston, Royal Air Force ;
- Commander Strategic Command — General Sir Patrick Sanders, British Army.